# A Maravilhosa Expedição às Ilhas Encantadas
A Maravilhosa Expedição às Ilhas Encantadas é uma série de animação que conta as aventuras da tripulação fictícia do navio o Destemido, durante o período dos Descobrimentos Portugueses, onde esta tripulação parte em busca das lendárias Ilhas Encantadas, ilhas que segundo a lenda são o paraíso na Terra.
A série foi produzida pelos estúdios da Animanostra em (Portugal), tendo estreado em 1992, contando de uma forma muito livre histórias referentes aos Descobrimentos Portugueses, referenciando navegadores como Vasco da Gama, Pedro Álvares Cabral e Bartolomeu Dias.
A série foi exibida pela primeira vez na RTP2 em 1996, até 1997, e teve uma temporada com 80 episódios (100 na SIC), mas voltou a ser exibida no canal em 1999 e 2003.
Em 1997, a série estreou na SIC no bloco Buéréré até 1998, com a transmissão da 2ª temporada (que nunca foi exibido nos canais da RTP).
A série voltou a ser exibida na RTP Memória em 2004 e 2005.

## História
Mito ancestral, as Ilhas Encantadas estão praticamente desacreditadas no fim do reinado de El-Rei D. Manuel I. No entanto ainda há vozes que reclamam da necessidade de se desenvolverem esforços para a descoberta das Ilhas dos Bem Aventurados – o derradeiro paraíso na terra "onde todas as ervas têm flores e todas as árvores frutos e onde todas as pedras são preciosas, onde nunca há Inverno nem calor, nem tempestades, nem animais venenosos". Por isso, mais por descarga de consciência que por outro motivo, D. Manuel I decide promover uma pequena expedição marítima para que, de uma vez por todas, se encontrem as famosas Ilhas... ou não se fale mais delas. E assim, o nosso grupo de heróis vai percorrer os sete mares, a bordo do Destemido, partindo de Lisboa em direção ao desconhecido.

## Personagens
- Simão - Um jovem rapaz que vem para Lisboa à procura de trabalho. Esperto, atento e um pouco indeciso, acaba por se tornar no membro mais novo da tripulação do Destemido, quando salva a vida a um dos seus futuros companheiros. Inicialmente, não sabe nadar, mas ao fim de alguns meses no mar, e de várias peripécias, consegue aprender.
- Dom Crispim Boa Vida - Marinheiro já experiente, Dom Crispim é escolhido pelo próprio rei D. Manuel I para liderar a expedição às Ilhas Encantadas. Valente, atencioso e humilde, Dom Crispim lidera dando o exemplo, acreditando sempre na existência das Ilhas.
- Oliveirinha - Bonacheirão, calmo e adepto de tudo o que é bom na vida, Oliveirinha é um marinheiro que conhece como ninguém a arte de ser marinheiro. É também adepto do Fado, passando muitas noites a tocar guitarra portuguesa, cantando as saudades que tem de Lisboa e da própria pátria. Torna-se como um irmão mais velho para Simão.
- Libório - Mercador de profissão, Libório acredita que não existe nada que ele não posso vender ou comprar pelo melhor preço. Embarcando como parte da tripulação do Destemido, Libório espera poder fazer o negócio da sua vida, ao trazer objectos preciosos das Ilhas Encantadas para os vender ao melhor preço, quando regressar a Lisboa.
- Dom Fuas - Frade franciscano. Embarcando a bordo do Destemido, este regista num diário as aventuras e desventuras da tripulação, para mostrar ao rei quando regressar a Lisboa. É um pouco cobarde e comilão, e passa vida a criticar Libório pelo pecado da cobiça e da gula (quando ele próprio também é muito adepto do pecado da gula).
- Mestre Damião - Mestre navegador e médico da tripulação do Destemido. É ele quem sugere ao rei de Portugal o nome de Dom Crispim para liderar a expedição. Como um homem da ciência, mestre Damião está sempre disposto a considerar que existe mais do que uma maneira de se fazerem as coisas. Ao longo da viagem, aprende como ninguém os segredos da medicina, da astronomia, da matemática e da cultura das sociedades que visitam, as quais considera fascinantes.
- Barrabás - Um gato muito trapalhão, dorminhoco e guloso. Entra a bordo do Destemido por acidente, quando este parte de Lisboa e acaba por ser arrastado para uma aventura sem igual. Geralmente passa a vida a criticar toda a gente e tudo o que se passa à sua volta.
- Gaspar e Micas - Um casal de ratinhos que embarca no Destemido, pois Gaspar acredita que as Ilhas são o melhor lugar para começar uma vida nova. Quando são descobertos pela tripulação, Dom Fuas acredita que trazem a Peste com eles, mas o resto da tripulação não acredita em tal, decidindo deixá-los simplesmente em paz. Durante a viagem, Micas fica grávida, dando à luz três ratinhos.
- Alfacinha - Um corvo Lisboeta que faz um ninho a bordo do Destemido, tornando-se numa mascote da tripulação. Libório tenta treiná-lo para que fale ou para conseguir arranjar riquezas, mas sem grande sucesso.
- Joaninha - Uma sereia que acompanha a viagem do Destemido. Travando uma boa amizade com a tripulação, em especial com Simão, faz tudo ao seu alcance para que o Destemido chegue às Ilhas, onde esta habita.
- Dolphi - Um monstro marinho cor-de-rosa às bolinhas brancas que segue o Destemido desde Lisboa, ajudando secretamente a tripulação quando esta mais precisa. Geralmente, observa o Destemido por baixo de água, ou a uma distância segura. Revela-se à tripulação ao mesmo tempo que a sereia Joaninha, afirmando que seguiu a tripulação desde o momento em que esta partiu. Tal como a sereia Joaninha, as Ilhas Encantadas é o seu lar.